# 스티븐 맥낼리

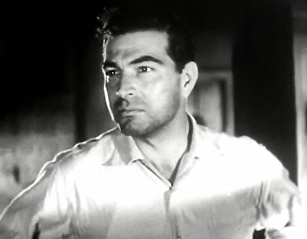

스티븐 맥낼리(Horace Stephen McNally, 1913년 7월 29일 ~ 1994년 6월 4일)는 미국의 배우, 텔레비전 배우, 변호사, 영화배우이다.
뉴욕에서 태어났으며 베벌리힐스에서 사망하였다. 사인은 심근 경색이다.

## 영화
- 하이-라이더스 (1978년)
- 꿈꾸는 낙원 (1978년)
- 제5전선 (1966년)
- 벤 케이시 (1961년)
- 트리뷰 투 어 배드 맨 (1956년)
- 난폭한 토요일 (1955년)
- 클라이막스! (1954년)
- 외교문서 운반자 (1952년)
- 실버 크리크의 대결 (1952년)
- 아이언 맨 (1951년)
- 노 웨이 아웃 (1950년)
- 윈체스터 73 (1950년)
- 크리스 크로스 (1949년) - 피트 역
- 조니 벨린다 (1948년)
- 하비 걸 (1946년)
- 써티 세컨즈 오버 도쿄 (1944년)
- 포 미 앤 마이 갈 (1942년)